# Dervis Emruli
Dervis Emruli (ur. 1968) – bośniacki lekkoatleta, który specjalizował się w rzucie oszczepem.
Rekord życiowy: 73,58 (31 sierpnia 1991, Sarajewo) – rezultat ten był rekordem Bośni i Hercegowiny.